# USS Alligator (1862)
Pour les autres navires du même nom, voir USS Alligator.
L’USS Alligator est le nom du premier sous-marin ayant appartenu à la marine américaine. Il a servi pendant la guerre de Sécession.
Il fut perdu en mer dans une tempête au large du cap Hatteras durant son remorquage, sans équipage, vers son premier lieu de bataille à Charleston.

## Construction

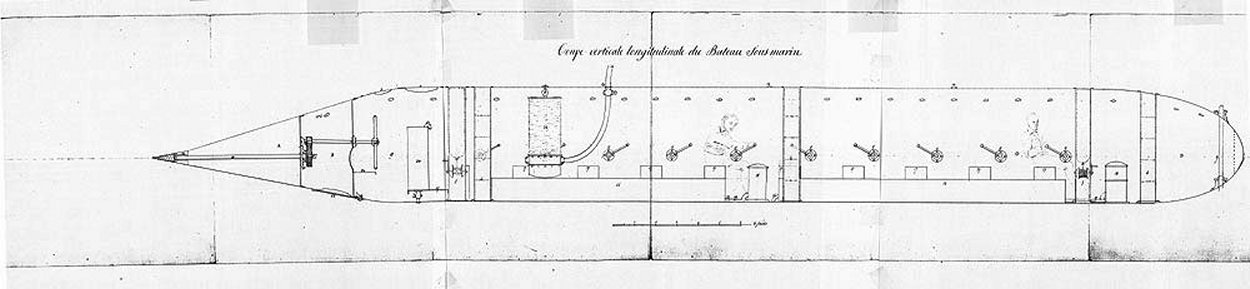
Plan du sous-marin

Il fut conçu par l'ingénieur français Brutus de Villeroi et construit à Philadelphie en 1861 par l'entreprise Neafie, Levy & Co.. Le submersible était long d'environ 14 mètres et de 2,4 mètres de diamètre. Sa coque était en fer et munie de quelques hublots sur sa partie supérieure pour procurer un peu de lumière. Sa propulsion est manuelle, assurée initialement par seize rames, lesquelles furent remplacées en juillet 1862 par une hélice à manivelle activée par un arbre à cames, toujours manuellement, augmentant sa vitesse de 2 à 4 nœuds (7,4 km/h). Son système de renouvellement de l'air était fourni par deux tubes, connectés à une pompe actionnée de l'intérieur, et reliés à des flotteurs externes. L'engin dispose à l'arrière d'un sas étanche permettant à un plongeur d'aller et venir entre le sous-marin et l'objectif militaire, pour poser une mine, laquelle est activée à distance grâce à un câble connecté à une batterie située dans l'habitacle.
Originellement, le contrat, signé le 1er novembre 1861 entre la Navy et les constructeurs, prévoyait sur le cahier des charges une livraison en 40 jours : le sous-marin ne fut prêt qu'au bout de 180 jours, et fut livré le 1er mai 1862.

## Histoire opérationnelle
Le premier commandement est confié à un civil, Samuel Eakins, qui prend en charge les premières manœuvres dans le port de Hampton Roads (Virginie).
Le 18 mars 1863, le président Abraham Lincoln assiste aux manœuvres, qui ont lieu cette fois au Washington Navy Yard (Washington D. C.).
Le 31 mars suivant, l'amiral Samuel Francis du Pont décide de le faire remorquer par deux navires afin d'entrer en action dans la baie de Charleston (Caroline du Sud) où sont positionnés des vaisseaux confédérés. Au cours du remorquage vers la baie de Port Royal (Caroline du Sud), les deux navires sont pris dans une tempête. On décide de délester les navires et le câble relié au sous-marin est coupé le 2 avril au large du cap Hatteras. L'Alligator, inoccupé, coule à pic par grands fonds, sans avoir engagé de combat.

### Sources
- (en) Cet article est partiellement ou en totalité issu de l’article de Wikipédia en anglais intitulé « American submarine Alligator (1862) » (voir la liste des auteurs).